# Summonte
Summonte község (comune) Olaszország Campania régiójában, Avellino megyében.

## Fekvése
A megye központi részén fekszik. Határai: Avellino, Capriglia Irpina, Mercogliano, Ospedaletto d’Alpinolo, Pannarano, Pietrastornina, Quadrelle, Sant’Angelo a Scala és Sirignano.

## Története
Első említése a 8. századból származik. A következő századokban nemesi birtok volt. A 19. században nyerte el önállóságát, amikor a Nápolyi Királyságban felszámolták a feudalizmust.

## Népessége
A népesség számának alakulása:

## Főbb látnivalói
- San Nicola di Bari-templom
- Madonna dell’Annunziata-templom